# Plebicula dedalus
Plebicula dedalus är en fjärilsart som beskrevs av Giorna 1793. Plebicula dedalus ingår i släktet Plebicula och familjen juvelvingar. Inga underarter finns listade i Catalogue of Life.